# 米齐格
米齐格（法語：Mutzig，法語發音：[mytsik] 或 [mutsik]）是法国下莱茵省的一个市镇，属于莫尔塞姆区。

## 地理
米齐格（48°32'19"N, 7°27'15"E）面积8.01 平方千米，位于法国大東部大區下莱茵省，该省份为法国大陆部分最东部的省份，是阿尔萨斯的一部分，今与上莱茵省组成了阿尔萨斯欧洲集体，其南至上莱茵省，西南接孚日省和默尔特-摩泽尔省，西接摩泽尔省，北与德国接壤。
与米齐格接壤的市镇（或旧市镇、城区）包括：当戈尔桑、布吕什河畔丁赛姆、多尔利赛姆、格雷斯维莱尔、莫尔塞姆、罗森维莱尔、苏尔茨莱班。

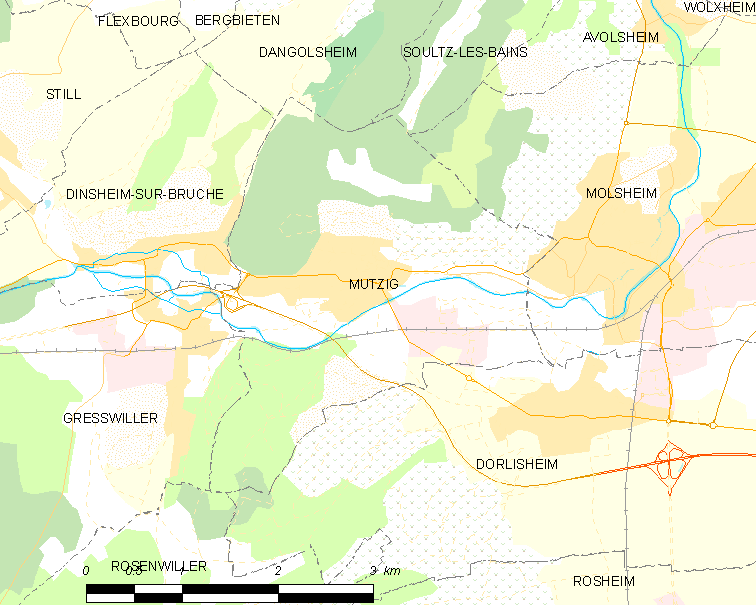
米齐格的OSM定位图

米齐格的时区为UTC+01:00、UTC+02:00（夏令时）。

## 行政
米齐格的邮政编码为67190，INSEE市镇编码为67313。

## 政治
米齐格所属的省级选区为米齐格县。

## 人口

1962-2008年间米齐格人口变化图示

米齐格于2022年1月1日时的人口数量为6101人。